# 菖蒲ヶ浜

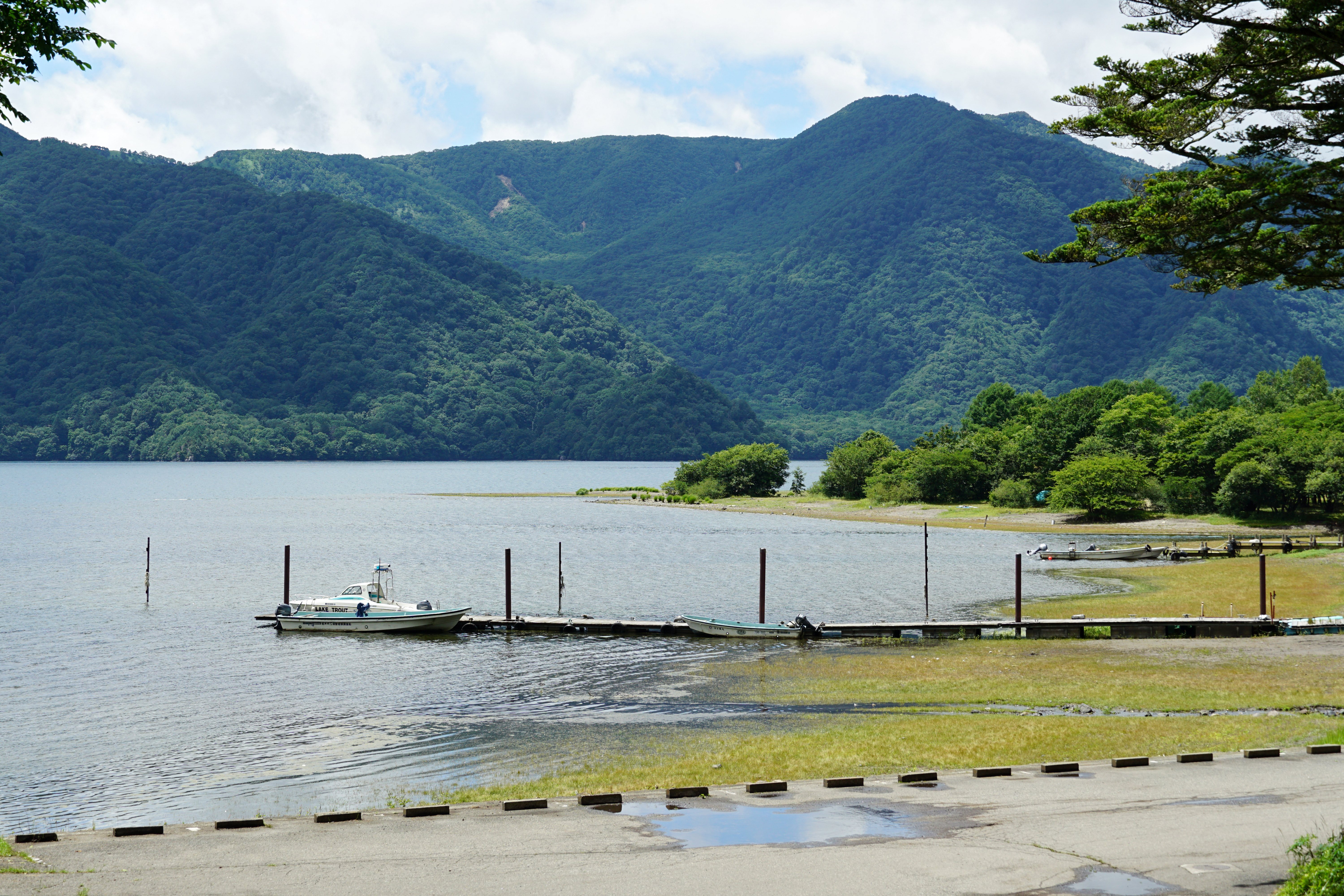
菖蒲ヶ浜

菖蒲ヶ浜（しょうぶがはま）は、栃木県日光市に位置する中禅寺湖北岸の砂浜である。

## 概要
湯川が地獄川に合流し、中禅寺湖に注ぐ河口のあたりで、広く砂浜がひらけている。夏場はキャンプ場が開設される。

## 施設
- 日光プリンスホテル（閉鎖）
- 日光菖蒲ヶ浜スキー場（閉鎖）

### 菖蒲ヶ浜キャンプ場
2023年現在、中禅寺湖畔では唯一のキャンプ場で、営業期間は毎年4月末 - 10月末。この間は基本無休である。テントサイトは予約不可の先着順（車の乗り入れは不可だがリヤカーの貸し出しがある）、バンガローとキャビンは予約制。売店はインスタント食品と飲料のみで、バーベキューの食材となる生鮮食品はない。

### さかなと森の観察園

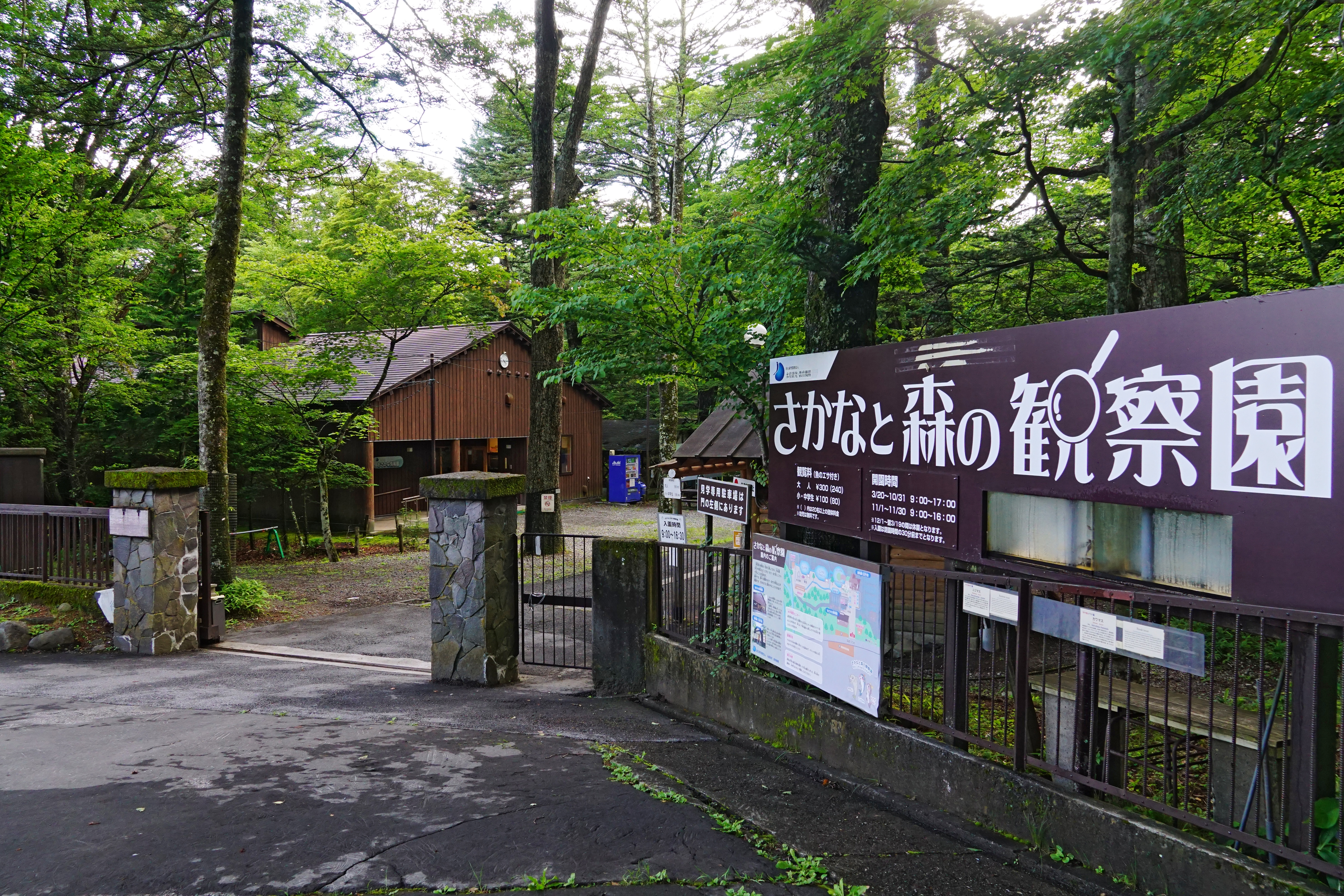
さかなと森の観察園

1890年（明治23年）開設された日光養魚場がルーツで、サケやマスの養殖などの研究が行われている。現在は水産研究・教育機構日光庁舎となっている。敷地内には、1936年（昭和11年）旧帝国ホテル設計者の弟子アントニン・レーモンドが設計したと伝えられている昭和天皇の休憩所として建設され、1991年まで庁舎として使用された建物が、資料館として活用されている。2006年（平成18年）におさかな情報館が新設された。冬期以外は研究施設の一部も一般公開されており、見学が可能となっている。

## アクセス
- 日光駅と東武日光駅から東武バス日光の湯元温泉行で、「菖蒲遊覧船発着場」下車
- 中禅寺温泉の船の駅中禅寺から、遊覧船で「菖蒲ヶ浜」下船